# 小嶋達典
小嶋 達典（こじま たつのり、1968年 - ）は、日本の実業家。株式会社GANKO代表取締役社長 。

## 人物
大阪府大阪市出身。佛教大学社会学部応用社会学科卒業。大学卒業後に京都の有名料理店にて調理人修行。1995年に三洋電機株式会社入社。1997年がんこフードサービス株式会社（現・株式会社GANKO）入社。2007年常務取締役企画本部長などを経て、2013年に取締役副社長、営業本部長兼社長補佐兼第二事業部長。2018年に代表取締役社長に就任した。1963年に父の小嶋淳司が創業して以来、現在では関西を代表する和食の大手外食チェーンの舵取り役を担っている。